# Cirque Conelli
Le Cirque Conelli est le premier cirque de Noël en Suisse.

## Histoire
Ce cirque a été fondé par Conny Gasser, Joe Bürli et Herbert John Lips. Sa première apparition sur le Sechseläutenwiese de Zurich date de 1982. En 1989, le cirque de Noël a été joué dans les casernes de Zurich. Depuis 1992, le cirque joue sur le Bauschänzli au Stadthausquai de Zurich.
En 2004, le cirque a reçu le Prix Walo, l'un des prix les plus prestigieux de l'industrie du divertissement Suisse. En 2007, le Circus Conelli a célébré son 25e anniversaire et a reçu à cette occasion du président Elmar Ledergerber le prix d'honneur Züri-Leu en or de la ville de Zurich. En 2017, ils ont fêté leur 35e anniversaire.
Le cirque Conelli se concentre sur les performances acrobatiques d'artistes internationaux. Les numéros avec les animaux sont proscrits.